# 多姑娘
多姑娘，《紅樓夢》的人物，於《紅樓夢》第21回登場，為賈家榮國府內愛喝酒的廚子多官〔亦名，多渾蟲〕的童養媳，賈寶玉貼身丫鬟晴雯的表嫂。與多渾蟲到賈府後方娶親的「燈姑娘」，為同一人。
在《紅樓夢》第21回中曾與賈璉偷過情，書中對於這段過程有極為露骨的書寫，且描述其性格輕浮，愛捻花惹草，然其丈夫多渾蟲切皆不大理論。其與賈璉偷情後，還留下一撮頭髮相贈，後被平兒發現，幫賈璉掩飾。
在程甲本《红楼梦》第64回中，对她后续事迹有独有的描写。多浑虫酒痨死了，她再嫁丧妻的鲍二，成为新的鲍二家的。多浑虫逝世的情节与脂本第77回有多浑虫不合，现出版的版本皆从其它版本。

## 备注
1. ↑  程甲本[4]《红楼梦》第六十四回：忽然想起家人鲍二来，当初因和他女人偷情，被凤姐儿打闹了一阵，含羞吊死了，贾琏给了一百银子，叫他另娶一个。那鲍二向来却就合厨子多浑虫的媳妇多姑娘有一手儿，后来多浑虫酒痨死了，这多姑娘儿见鲍二手里从容了，便嫁了鲍二。况且这多姑娘儿原也和贾琏好的，此时都搬出外头住着。贾琏一时想起来，便叫了他两口儿到新房子里来，预备二姐儿过来时伏侍。那鲍二两口子听见这个巧宗儿，如何不来呢。